# Тигр в колодце
«Тигр в колодце» (англ. The tiger in the Well) — роман Филипа Пулмана, третья часть детективной серии «Таинственные приключения Салли Локхарт».

## Сюжет
Салли Локхарт, известная читателю по романам «Рубин во мгле» и «Тень „Полярной звезды“», давно не была так счастлива.
Она живёт в старинном особняке вместе с маленькой дочерью и слугами, бизнес её процветает, а лучшие друзья путешествуют по миру. И тут, у неё хотят забрать дочь…
Вскоре Салли потребуется всё её мужество, весь её природный ум и решительность, чтобы в одиночку противостоять жестокому сговору. Проведя собственное расследование, она окажется в опасной близости от тигра — коварного и мстительного Цадика.
Эта детективная история происходит в Лондоне в 1881 году и переплетена с реальными событиями того времени.